# Cas Banaszek
(en) Statistiques sur pro-football-reference
Casimir Joseph Banaszek II, né le 24 octobre 1945 à Chicago et décédé le 4 décembre 2019 à Petaluma, est un joueur et entraîneur américain de football américain.

## Biographie

### Enfance et université
Banaszek suit ses cours à la Gordon Tech High School de Chicago où il évolue comme quarterback dans l'équipe de football américain du lycée,. 
Au moment de son entrée à l'université Northwestern, il change de poste, devenant tight end. Il quitte la faculté après avoir battu le nombre de réceptions pour un joueur de Northwestern avec quatre-vingt-huit. 

### Carrière professionnelle
Cas Banaszek est sélectionné au premier tour de la draft 1967 de la NFL par les 49ers de San Francisco au onzième choix. Arrivé dans la franchise avec le statut de linebacker, Banaszek est victime d'une blessure à la cheville, le mettant à l'arrêt pendant une saison. Il fait son retour en 1968 avec la volonté de s'imposer comme tight end mais une blessure au poste d'offensive tackle et un échange libèrent une place, lui permettant de décrocher un poste de titulaire dans la rotation. De 1968 à 1977, Banaszek dispute 120 matchs de saison régulière et reçoit une sélection dans la deuxième équipe All-Pro de 1968.
En mai 1981, il fait son retour chez les 49ers, étant nommé entraîneur assistant de la ligne offensive et reçoit pour rôles de travailler avec les tight ends et sur la ligne offensive au moment des courses. L'essai se révèle concluant, San Francisco remportant le Super Bowl XVI lors de cette saison mais Banaszek ne reste qu'une année.